# Distretto municipale di Ketu Sud
Il distretto municipale di Ketu Sud (ufficialmente Ketu South Municipal District, in inglese) è un distretto della Regione del Volta del Ghana.